# ام‌وی لوچ پورتاین
ام‌وی لوچ پورتاین (به انگلیسی: MV Loch Portain) یک کشتی است که طول آن ۴۹ متر (۱۶۱ فوت) می‌باشد. این کشتی  در سال ۲۰۰۳ ساخته شد.